# Community Music
Community Music — студийный альбом британского коллектива Asian Dub Foundation, выпущенный 20 марта 2000 года.

## Список композиций
1. «Real Great Britain» — 3:13
2. «Memory War» — 3:35
3. «Officer XX» — 3:20
4. «New Way New Life» — 5:01
5. «Riddim I Like» (Das, Pandit, Tailor, Savale, Zaman, Zephaniah) — 4:27
6. «Collective Mode» — 3:52
7. «Crash» — 5:24
8. «Colour Line» — 4:01
9. «Taa Deem» (Nusrat Fateh Ali Khan) — 4:46
10. «Judgement» — 4:14
11. «Truth Hides» — 8:21
12. «Rebel Warrior» (Das, Pandit, Savale) — 6:23
13. «Committed To Life» (P Andrade, A. Shakur, Das, Pandit, Tailor, Savale, Zaman) — 4:44
14. «Scaling New Heights» — 8:26
15. «Sawt L’hekma» (бонус-трек, Das, Pandit, Tailor, Savale, Zaman, Clotaire K) — 3:58
16. «Collective Mode» (бонус-трек на французском варианте альбома, Das, Pandit, Tailor, Savale, Zaman, Leeroy) — 3:52

## Участники записи
- Дидир Заман (Deeder Saidullah Zaman, «Master D») — вокал, программинг
- Стив Савал (Steve Chandra Savale, «Chandrasonic») — вокал, гитары, программинг, tsura
- Джон Пандит (John Ashok Pandit, «Pandit G») — вокал, вертушки, семплы
- Санжай Тейлор (Sanjay Gulabhai Tailor, «Sun J») — синтезатор, эффекты
- Анирудха Дас (Aniruddha Das, «Dr. Das») — вокал, бас